# Мадона дел Гамберо (Перуђа)
Мадона дел Гамберо је насеље у Италији у округу Перуђа, региону Умбрија.
Према процени из 2011. у насељу је живело 37 становника. Насеље се налази на надморској висини од 430 м.